# Svenska Kanotseglarförbundet
Svenska Kanotseglarförbundet var ett svenskt nationellt idrottsförbund som ansvarade för kanotseglingen 1961–1998.
Svensk kanotsegling som idrott har en lång historia, kappseglingar på Lilla Värtan anordnades 1881 och med tiden växte det fram ett antal klasser – från juniorbåtarna A-kanot och B-kanot till C-kanoten, D-kanoten och E-kanoten som används både för långsfärds- och kappsegling. Den extrema IC-kanoten är sedan länge en internationella kappseglingsklass.   
Under åren 1904–1939 organiserades kanotseglarna inom Svenska Kanotförbundet och 1939–1961 tillhörde kanotseglingen Svenska Seglarförbundet där den hanterades av en egen sektion. 
År 1961 bildade kanotseglingen ett eget förbund som fick namnet Svenska Kanotseglarförbundet och 1964 fick förbundet inträde som självständigt specialidrottsförbund inom Sveriges Riksidrottsförbund.
Förbundet gav ut tidskriften Kanotseglaren – officiellt organ för Svenska kanotseglarförbundet. 
Den främste drivkraften var Arthur Neveling som var förbundets ordförande 1961–1982. Tillsammans med förbundstränaren John Granberg verkade han för ett internationellt utbyte och lade grunden för svenska framgångar i IC-klassen. Kanotseglarförbundet arrangerade under 1970-talet världsmästerskapen i IC-kanot vid två tillfällen. Neveling var även ordförande i Internationella kanotförbundets segelkommitté fram till 1984. 
Svenska Kanotseglarförbundet upphörde 1 januari 1998. Verksamheten ingår sedan dess som en kommitté inom Svenska Kanotförbundet. Förbundets handlingar förvaras hos Riksarkivet.